# Ringgenberg, Bern
Ringgenberg BE là một đô thị thuộc huyện hành chính Interlaken-Oberhasli, bang Bern, Thụy Sĩ. Đô thị này có diện tích 8,7 km2, dân số thời điểm tháng 12 năm 2009 là 2661 người. Đô thị nằm ở bờ bắc hồ Brienz.